# Австрийцы
Австри́йцы (нем. Österreicher) — германский народ в Центральной Европе, составляющий основное население Австрии.
Австрийцы, исторически считая себя немцами или частью немецкого мира и культуры, после Второй мировой войны вырабатывали собственную идентичность, поскольку идея пангерманизма (Великогерманский путь объединения Германии), в том числе аншлюс, стала ассоциироваться с нацизмом.
Самоназвание — остеррайхер (от нем. Österreich — Австрия, буквально — «восточное государство»). Язык — австрийский вариант немецкого языка, баварские и алеманнские диалекты немецкого языка. Численность — 7,5 млн чел. (2005). 61,5 % верующих — католики, 10 % — верующие других христианских конфессий, 28,5 % — верующие в другие религии или неверующие.

## Символика
Флаг — две красные полосы по краям, одна белая — в середине. Старый феодальный герб — щит с такими же полосами. Символизирует кровь, пролитую в борьбе за независимость страны (красный цвет), и завоеванную свободу (белый). По другой версии — красноватые почвы и серебристые воды Дуная.
Герб с 1945 года — чёрный орёл с городовой короной, символизирующей три сословия. В лапах — серп и молот, на лапах разорванные цепи, символ освобождения от нацистского гнёта.
Имперский герб — двуглавый орёл с имперской короной, державой, скипетром и мечом в лапах. На груди — щит с символами династии Габсбургов (красный лев в золотом поле), Лотарингии (орлы), Австрии (три полосы), и орден Золотого руна.

## Генетическая структура
- 30 %[9] австрийцев имеют гаплогруппу R1b, которая традиционно связывается с баскским и кельтским населением Европы. В Европе эта гаплогруппа достигает абсолютных значений у басков, валлийцев и шотландцев.
- 26 %[10] австрийцев имеют гаплогруппу R1а, которая в Германии и на Балканах связывается в основном со славянским населением. В Европе эта гаплогруппа достигает абсолютных значений у лужицких сербов, эрзя, поляков, русских, белорусов, литовцев, латышей, украинцев, словенцев, хорватов, эстонцев, венгров, румын, шведов, норвежцев, мокша, карелов, вепсов, коми и марийцев.

## Этногенез
Первыми историческими народами на территории Австрии были кельты и реты. На месте австрийской столицы в античности располагалось кельтское селение Виндобона. Затем территория Австрии вошла в состав Римской империи (провинции Норик, Реция). В эпоху Великого переселения народов Австрию заселили славянские народы (Карантанцы). Славянскую этимологию имеют города Грац (от «градец»), Фризах (от берёза) и Ферлах (от бор, сосна). Впоследствии славяне попали под власть германского королевства и были ассимилированы южными немцами. Австрийский диалект немецкого относится к баварскому диалекту немецкого языка.
Вплоть до середины XX века австрийцы обычно не обособляли себя от немцев. После распада Австро-венгерской империи на национальные государства немецкой Австрии было запрещено присоединяться к Германии.
В 1938 г. гитлеровская Германия осуществила акт аншлюса — присоединения Австрии к Германии. До окончания Второй мировой войны Австрия как независимое государство перестала существовать.
После Второй мировой войны принято решение о пресечении всяких попыток создания единого немецко-австрийского государства, из опасений всплеска пангерманских и крайне националистических настроений в стране. В связи с этим после объявления нейтралитета Австрии в 1955 году в конституциях этих государств добавлена статья о запрете аншлюса.
В данное время многие австрийцы не считают себя немцами, хотя во многом им идентичны (в культуре, федеративном устройстве, общей истории) и являются членами большого немецкоязычного сообщества, что делает оба народа более дружественными друг к другу.

## Религия
Первые христианские общины на территории нынешней Австрии возникли в конце II века. В конце VII века Св. Руперт («апостол Австрийский»), епископ Вормсский, обратил в христианство баварского герцога Теодо в Ратисбоне (Регенсбург). Он же основал в Зальцбурге монастырь Св. Петра (бенедиктинский).
Спустя несколько веков, в XVI веке, в Австрию проник протестантизм, почти половина населения стала протестантами. Рудольф II Габсбург проводил Контрреформацию, в итоге Австрия снова стала католической.

## Праздники
Австрийские праздники связаны с католической традицией. Это: Рождество, Новый год, Богоявление, Пасха, Духов день, День святого Валентина, День святого Руперта, Фастнахт (аналог масленицы).

## Хозяйство и народный быт
Австрия — высокоразвитая индустриальная страна, обладает месторождениями нефти, железной руды, магнезита, гидроресурсами. Отрасли промышленности: чёрная металлургия, машиностроение, нефтяная, горнодобывающая, электротехническая, химическая, энергетика.
Сельское хозяйство почти полностью удовлетворяет потребности населения. Преобладает частное землевладение. Главная отрасль — животноводство.
Более половины населения живёт в городах. Большинство занято в промышленности.
Сельские поселения на равнинах — многодворные деревни, с уличной или кучевой планировкой. В горах преобладают хутора, а деревни — небольшие, с кучевой планировкой. Тип дома в Верхней и Нижней Австрии — средненемецкий, в Тироле — альпийский. Последний — каменный, реже срубная постройка, двухэтажный, жилые и хозяйственные помещения — под одной крышей. Часто делается низ каменный, верх — деревянный. Сени, кухня, жилые комнаты — обычно внизу, хозяйственные — вверху. Вокруг стен 2-го этажа — галерея.
В Форарльберге — тип дома алеманнский, близок средененемецкому, также все помещения под одной крышей. Материал — дерево. В Бургенланде — дома одноэтажные, под соломенной крышей.
Традиционная кухня — разная, у горных жителей преобладает молочное, у равнинных — мучное и сладкое.
Разнообразны костюмы. Тирольцы носят короткие кожаные штаны, чулки и туфли, белую рубашку, жилет, куртку, шляпу с пером, иногда широкий пояс, заменяющий карманы. Женщины носят кофту, сборчатую юбку, корсаж, фартук, наплечные платки.
Крестьянки Форарльберга носят очень короткую кофту, закрывающую плечи и верхнюю часть груди, юбку с высоким поясом и множеством складок.
В XIX веке у австрийцев достигли большого расцвета разные ремёсла и виды прикладного искусства: обработка дерева и металла, плетение, ткачество, керамика, роспись по стеклу, вышивка, плетение кружев.
Народным танцем являются австрийские разновидности вальса: венский, тирольский, штирийский. Вальс получил широкую популярность и использовался в классической музыке, особенно у Делиба, Гуно и Чайковского.

## Культура
Образование в Австрии до 3 лет, в яслях и государственных детских садах — бесплатное (с 2009 г.). Есть и частные детские сады. Школьное образование — бесплатное (включая проезд и учебники) и обязательное. Основная школа — 2 ступени, до 9 класса. Затем образование становится профессиональным, это — средняя профшкола (3-4 года). Например, в ней есть политехнические классы и т. д. Затем следует повышенная профшкола, высшие школы и университеты.
Крупнейшие университеты — Венский (осн. в 1367), Грацский, Инсбрукский, Зальцбургский. Главное научное учреждение — Австрийская АН, осн. в 1847, как имперская АН. Крупнейшая библиотека — Национальная библиотека в Вене.
Крупнейшие музеи: Собрание Академии изобразительных искусств в Вене (осн. в 1822 году), Австрийская галерея и художественно-исторический музей (осн. в 1891 году), Альбертина (графика, осн. в 1776 году), исторический музей города Вены (осн. в 1798 году).
Развитие философии в Австрии связано с развитием немецкой философии, но для Австрии был чужд дух отвлечённых спекулятивных построений, характерных для немцев. Здесь преобладала тенденция к конкретным предметным исследованиям. Всемирно известны австрийские философы Э. Мах, З. Фрейд.
Древнейшие памятники литературы принадлежат монаху Генриху фон Мельку. В Средние века были распространены общенемецкие эпические сказания («Песнь о Нибелунгах»), процветали меценатство, рыцарская культура, творчество миннезингеров, были популярны шванки. Крупнейший представитель средневековой литературы — Вальтер фон дер Фогельвейде.
С XIV века в Австрии сказывается итальянское влияние, развивается культура ренессанса. В XV—XVI веках зарождается народная комедия (также под влиянием Италии). В XVII веке появляется жанр школьной драмы, в XVIII веке господствуют идеи Просвещения и сентиментализма.
В XIX веке сменяются романтизм (начало века), бидермайер (1815—1848), реализм и модернизм (середина и конец века). Бидермайер — специфический для Германии и Австрии стиль, смесь романтизма и классицизма, выразился он и в изобразительном искусстве, одежде, мебели. В середине XX века основными в литературе являются антифашистские тенденции. Крупнейшие писатели — М. фон Эбнер-Эшенбах, Л. фон Захер-Мазох, Г. фон Гофмансталь, А. Шницлер, Ф. Кафка, С. Цвейг.
Наиболее известные памятники архитектуры: базилика в Гурке, бенедиктинский монастырь в Хиршау, монастырь Ноннберг около Зальцбурга, романский стиль; собор Св. Стефана в Вене (XII—XV века), готика; церковь Св. Карла Борромея, барокко. Во второй половине XIX века в архитектуре господствует историзм — Венская государственная опера, Бургтеатр (арх. Г. Земпер), ратуша. В 1897 появляется сецессионстиль, созданный группой художников (Сецессион); это — синоним общеевропейского модерна. Его сменяют функционализм, экспрессионизм, постмодерн и другие направления. Интересен оригинальными проектами домов художник Ф. Хундертвассер. Это — биодома, то есть дома, где преобладают не прямые линии и формы, а кривые, закруглённые, как в природе. Испытал влияние модерна.
В живописи в самый ранний период сказалось влияние Византии. Из художников более позднего времени известны Ф. Вальдмюллер, изображавший сельский быт и ландшафты, и М. фон Швинд.
Музыка Австрии развивалась по пути объединения традиций разных народов — австрийцев, славян, венгров, цыган, румын, немцев, итальянцев и других. В Средние века большую роль в придворных капеллах играли шпильманы. В XII веке процветали миннезингеры. При монастырях и церквях устраивались кайзершпили, постановки под открытым небом, Они предшествовали опере. В XVII веке появляются итальянские оперные труппы. Одна из первых опер — «Ариадна, покинутая Тезеем». Тогда здесь работали итальянцы — Ф. Бонакосси, Ф. Кавалли, К. Монтеверди. В XVIII веке доминирует музыка барокко, её представители — И. Г. Шмельцер (Вена), Г. И. Ф. Бигер (Зальцбург). Ведущими жанрами становятся опера-сериа, дивертисмент, серенады. Появляется австрийская разновидность оперы — зингшпиль. Открываются домашние театры и капеллы («Леопольдштадттеатер»). Главным центром стал «Бургтеатер» в Вене. Крупнейшие композиторы — В. А. Моцарт, Й. Гайдн, Ф. Шуберт, И. Штраус, А. Брукнер.
Параллельно развивается и балет (зародился в XVI веке). В настоящее время балеты ставятся в
«Фольксопер» (Вена) и в театре «Ан дер Вин» (Вена). Труппы есть и в других городах. 2 раза в год в Вене проходит фестиваль танца. Основное образовательное учреждение — Балетная школа Венской государственной оперы.

## Использованная литература
- Австрийцы // Этноатлас Красноярского края / Совет администрации Красноярского края. Управление общественных связей; гл. ред. Р. Г. Рафиков; редкол.: В. П. Кривоногов, Р. Д. Цокаев. — 2-е изд., перераб. и доп. — Красноярск: Платина (PLATINA), 2008. — 224 с. — ISBN 978-5-98624-092-3. Архивировано 29 ноября 2014 года.
- Большая российская энциклопедия. Т. 1 / Гл. ред. Ю. С. Осипов. — М.: Большая российская энциклопедия, 2005. — ISBN 5-85270-329-X
- Народы и религии мира / Гл. ред. В. А. Тишков. — М.: Большая российская энциклопедия, 1998. — ISBN 5-85270-155-6
- Страны мира. Краткий политико-экономический справочник. — М.: Политиздат, 1989. — ISBN 5-250-00479-2
- Искусство стран и народов мира. Архитектура. Живопись. Скульптура. Графика. Декоративное искусство. Краткая художественная энциклопедия. Т. 1 / Гл. ред. Б. В. Иогансон. — М.: Советская энциклопедия, 1962.